# Londoner Abwassernetz

Die Fangsammler des Londoner Abwassernetzes von J. Bazalgette

Das Londoner Abwassernetz (englisch London sewer system) ist Teil der wasserwirtschaftlichen Infrastruktur der britischen Hauptstadt London. Verantwortliche Betreiberin ist Thames Water, ein privates Wasserversorgungsunternehmen für den Großraum London. Das Mischwassernetz ist in seinen Grundzügen ab 1859 entstanden und besteht aus einer Vielzahl von Rohrleitungen und großen Kanälen sowie mehreren Pumpwerken. Durch seinen Bau konnte das bis dahin diffus in die Themse laufende Abwasser der Bevölkerung über gemauerte unterirdischen Kanäle gezielt abgeleitet werden. Es war seinerzeit das modernste Abwassernetz in der Welt und war wohl der bedeutendste Beitrag zur Verbesserung der Volksgesundheit in der Geschichte Londons. Es wurde zum Vorbild für ähnliche Projekte anderer Metropolen in Europa.
Zwar wurde das Abwassernetz der weiteren Ausdehnung der Siedlungsbebauung angepasst, jedoch nicht der Bevölkerungsdichte. Dadurch hat das alte viktorianische Netz schon seit langem seine Belastungsgrenze deutlich überschritten. Bei fast jedem Regenereignis springen die Regenüberläufe an und verschmutzen die Themse mit Abwasser. Um die ungenehmigten Einleitungen zu beenden, wird bis 2025 ein großer Abfangsammler gebaut, der diese Abschläge in die Themse aufnimmt und zur Behandlung in einer Kläranlage weiterleitet.

## Hintergrund
Die Industrielle Revolution hatte in London während der ersten Hälfte des 19. Jahrhunderts ein starkes Bevölkerungswachstum erzeugt, wodurch die Hauptstadt Mitte des Jahrhunderts mit rund 2,5 Millionen Einwohnern die größte Stadt in Europa wurde. Diesem Wachstum war die Abwasserentsorgung aber nicht gewachsen. Besonders die Einführung der Wasserspülung bei den Toiletten, die 1851 auf der ersten Weltausstellung vorgestellt worden war, verschärfte die Probleme und brachte die zahlreichen Sickergruben regelmäßig zum Überlaufen. Das Abwasser versickerte entweder unkontrolliert im Boden oder ergoss sich in das unter den Straßen liegenden Ableitungssystem für Regenwasser und floss dem natürlichen Gefälle folgend in die Themse. Die Themse, zu Anfang des Jahrhunderts noch ein relativ sauberer Fluss, verkam immer mehr zu einem stinkenden Abwasserkanal, in dem der Unrat durch den starken Tideeinfluss im Rhythmus der Gezeiten hin und her schwappte.
Die Folgen für die Bevölkerung waren katastrophal. Mehrfach grassierte die Cholera mit jeweils mehr als 10.000 Toten und einer Kindersterblichkeit von fast 50 Prozent. Die maßgebenden Wissenschaftler und Ärzte zu jener Zeit machten die „schlechten Gerüche“, als Miasmen bezeichnet, dafür verantwortlich. Dagegen hatte der Arzt Dr. John Snow schon im Jahr 1849 Mikroorganismen als Auslöser vermutet und konnte dies nach akribischer Beobachtung und Aufzeichnung der Krankheitsfälle 1854 nachweisen. Danach verbreitete sich die Cholera durch das Eindringen von Abwasser in die Trinkwasserversorgung. Wie in allen Städten zur damaligen Zeit bezog man das Wasser aus Brunnen und Bächen und in London sogar aus der brackigen, übelriechenden Themse. Doch seine Forschungsergebnisse fanden bei den Verantwortlichen kein Gehör.

## Planungen

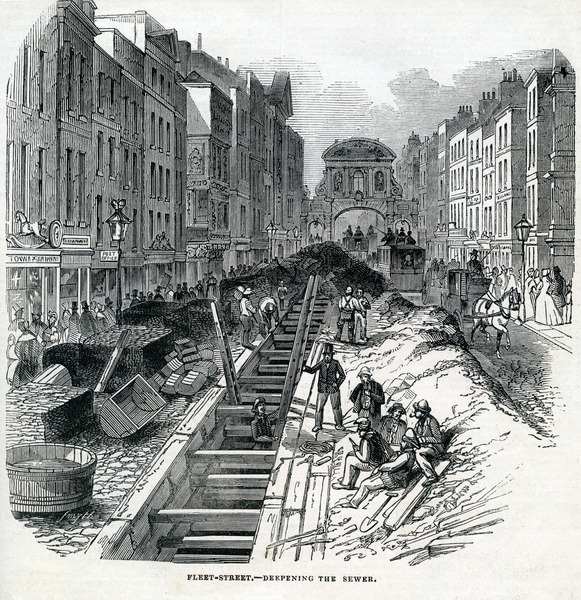
Ausbau der Kanalisation

Seit Anfang des 18. Jahrhunderts gab es Vorschläge zur Modernisierung des Londoner Abwassersystems, die aber wegen finanzieller Bedenken immer wieder abgewiesen wurden. Zusätzlich verhinderten die nur lokalen Zuständigkeiten der Beauftragten (englisch: Commissioner) für das Kanalwesen eine umfassende Lösung. Als Reaktion auf die Choleraausbrüche wurde 1848 per Gesetz die Städtische Abwasserkommission (englisch: Metropolitan Commission of Sewers) ins Leben gerufen, um das veraltete Abwassersystem der Hauptstadt zu untersuchen und zu sanieren.
Ein Mitarbeiter der Kommission war der Ingenieur Joseph Bazalgette (J.B.), der ab 1856 leitender Ingenieur des Städtischen Bauamtes (englisch: Metropolitan Board of Works MBW) wurde. Diese Behörde hatte als Hauptaufgabe die zentrale Planung und Durchführung aller Infrastrukturbaumaßnahmen im Ballungsraum London inne. In dieser Funktion präsentierte J.B. dem Parlament mehrfach verschiedene Entwürfe für ein völlig neues unterirdisches Kanalnetz. Danach sollten die schätzungsweise 200.000 Sickergruben alle geschlossen und mit einer neu zu bauende Kanalisation verbunden werden, die über zwei große Ableitungskanäle das gesammelte Abwasser der Stadt erst unterhalb des Hauptbevölkerungszentrums in das Ästuar der Themse einleiten würde. Als Mischwassernetz sollte es neben dem Abwasser auch das Regenwasser abführen. Seine revolutionären Vorschläge erschienen zu teuer und der Streit über die Vorzüge des Systems führten immer wieder zur Zurückweisung und der Aufforderung zur Überarbeitung.
Durch den besonders heißen Sommer des Jahres 1858 mit Temperaturen bis 35 Grad Celsius erhielt das Projekt den nötigen Nachdruck, denn Der Große Gestank (englisch: Great Stink) drang auch in das wenige Jahre zuvor neu errichtete Parlamentsgebäude. Der bestialische Geruch der Themse und die Angst vor den Miasmen ließ die Parlamentsmitglieder aufs Land fliehen und endlich die Dringlichkeit des Problems erkennen. Unter diesem Eindruck beschloss das Parlament umgehend ein modernes Abwassersystem zu schaffen, um die „bösartigen Ausdünstungen“ des Flusses zu beseitigen. Das am 2. August 1858 in Kraft getretene Gesetz bewilligte dem MBW dafür ein Budget von drei Millionen Pfund.

## Bau

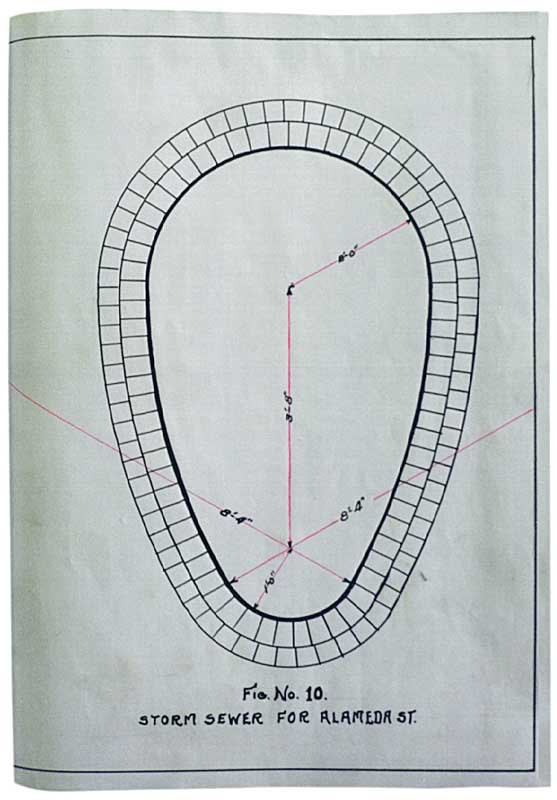
Konstruktionszeichnung von Joseph Bazalgette für das Eiprofil

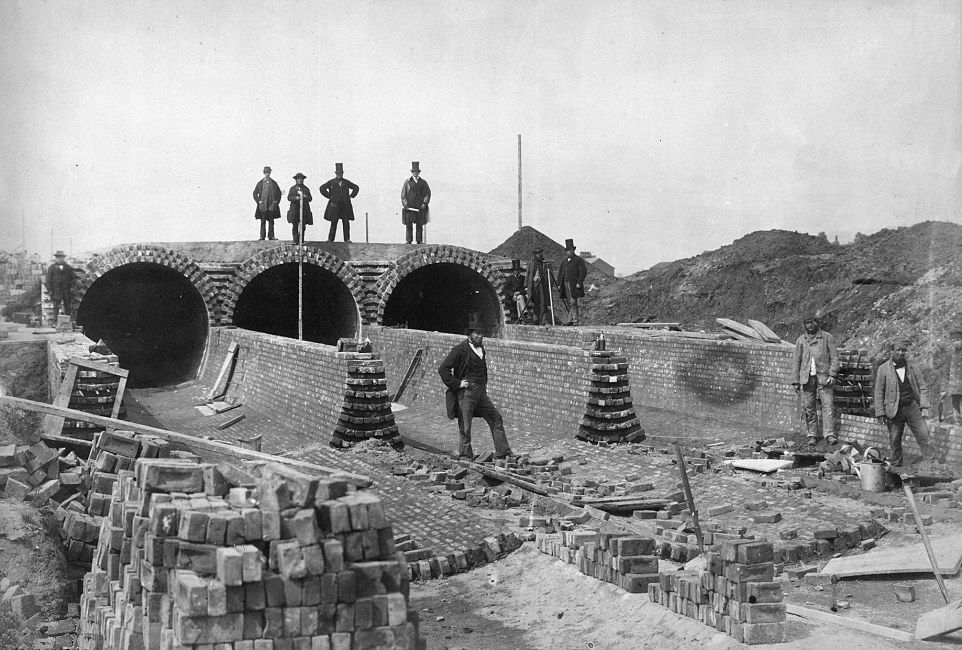
Fangsammler im Bau 1860

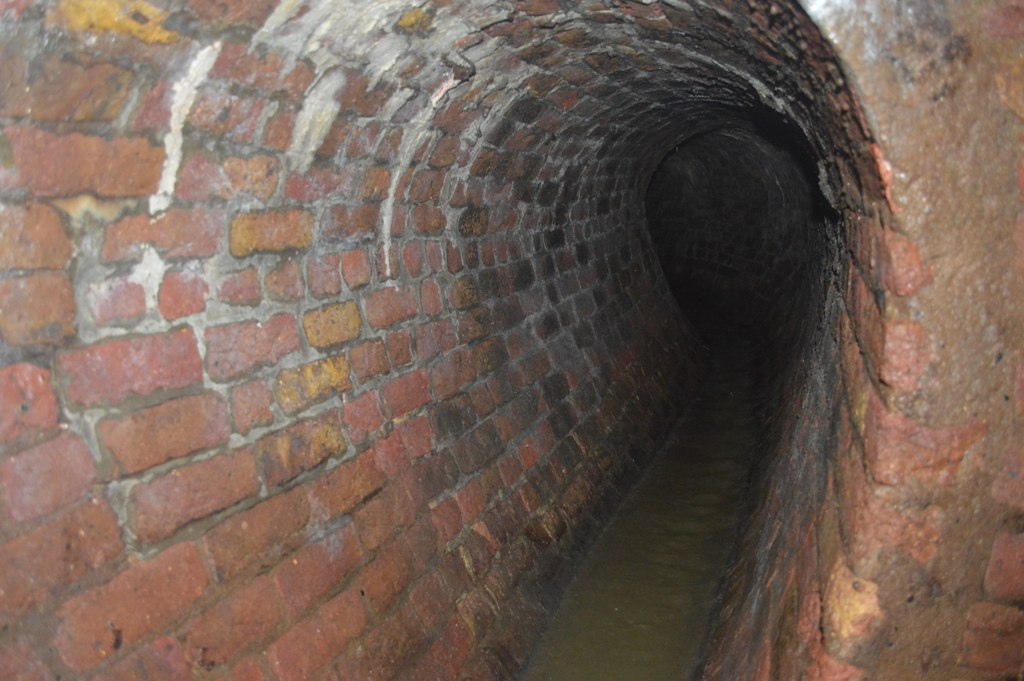
Eiprofil-Sammler

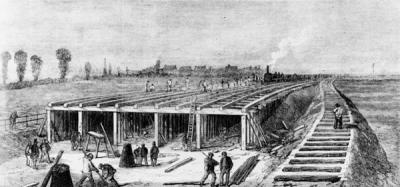
Nördlicher Ableitungskanal im Bau

Der Bau des Abwassersystems war eine enorme technische und finanzielle Herausforderung und erfolgte im Kern zwischen 1859 und 1865. Zur Aufnahme des Abwassers der Anlieger mussten rund 21.000 Kilometer Rohrleitungen unter den Straßen der Stadt verlegt werden, die in ein Netz von Hauptkanälen mit einer Gesamtlänge von 720 Kilometer mündeten. Die bis zu drei Meter hohen Sammler aus Ziegelmauerwerk wurden in offener Bauweise erstellt und weisen das bis heute noch verwendete Eiprofil auf, mit dem kleine wie auch große Mengen sicher abgeleitet werden können.
J.B. hatte bei seinen Planungen versucht das Abwasser möglichst im Freigefälle nach Osten hin zu führen, damit möglichst wenig Pumpwerke gebaut werden mussten.  Daher verlaufen die in offener Bauweise errichteten Leitungen relativ flach in einem Gefälle von 40 cm pro Kilometer (0,04 %). Bei einem Erdaushub von 2,7 Millionen Kubikmetern wurden insgesamt 318 Millionen Mauerziegel mit 670.000 Kubikmeter Mörtel vermauert, bevor die Trassen wieder verfüllt wurden. Durch die Verwendung des neuartigen Portlandzements konnte ein dauerhaftes und gegenüber den aggressiven Inhaltsstoffen im Abwasser sehr resistentes Mauerwerk für die Sammler geschaffen werden, das bis heute Bestand hat.
J.B. hatte nördlich und südlich der Themse jeweils drei große Fangsammler (High Level Sewer, Middle Level Sewer und Low Level Sewer) vorgesehen. Diese nehmen das Abwasser aus den Hauptkanälen auf und leiten es in Richtung Osten ab. Der am Nordufer der Themse verlaufende Low Level Sewer erreicht in Chelsea einen Tiefpunkt, der durch ein Pumpwerk überwunden werden musste. Im weiteren Verlauf dieses Fangsammlers muss das Abwasser in der Nähe des neuen Londoner Olympiastadions erneut gehoben werden, wozu das architektonisch besonders ansprechende Pumpwerk Abbey Mills Pumping Station errichtet wurde. Zusammen mit den zwei anderen Fangsammlern wird der gesamte Abwasserstrom über den sieben Kilometer langen Nördlichen Ableitungskanal (engl.: Northern Outfall Sewer) weitergeleitet. Um die große Abwassermenge im Freigefälle sicher abführen zu können, war eine Aufteilung des Ableitungskanals in fünf einzelne Leitungen notwendig. Am Leitungsende bei Beckton unterhalb der London Docks erlaubte die Höhenlage des großen Sammlers nur eine Einleitung in die Themse bei Ebbe. Daher wurde ein Zwischenspeicher angelegt, der das Abwasser während der Flutstunden aufnehmen konnte.
Die südlichen drei Fangsammler laufen westlich von Greenwich bei Deptford zusammen. Über die dortige Deptford Pumping Station wird der gesamte Abwasserstrom um 5,50 Meter angehoben, um durch den anschließenden Südlichen Ableitungskanal (engl.: Southern Outfall Sewer) an die Themse bis nach Crossness geleitet zu werden. Wegen des Tideeinflusses musste auch dort oberirdisch ein Zwischenspeicher angelegt werden, der durch ein weiteres großes Pumpwerk gefüllt werden konnte. Die über Dampfmaschinen angetriebenen Pumpen der Crossness Pumping Station waren für eine Förderhöhe von 12 Meter ausgelegt. Beide Bauwerke zusammen wurden als Southern Outfall Works bezeichnet. Das im viktorianischen Stil gebaute Pumpwerk mit kunstvoll bemalten Schmiedearbeiten wird auch als „Spülkastenkapelle“ (engl.: Cistern Chapel) bezeichnet und ist heute ein Museum.
Der Bau des Netzes war eines der größten und aufwändigsten städtebaulichen Projekte Europas im 19. Jahrhundert. Besonderheit war die Anlage des acht Kilometer langen Thames Embankment am Nordufer der Themse im Bereich der Innenstadt, womit das Team um J.B. das lange währende Projekt der Eindeichung des durch den Tideeinfluss verschlammten Uferbereichs beendete. Für die Londoner City konnte damit eine Fläche von neun Hektar gewonnen werden, die zum Bau neuer Straßen und zur Anlage öffentlicher Gärten genutzt wurde. Dadurch hat sich das Aussehen und die Nutzung der städtischen Themseufer nachhaltig verändert und bildete den Grundstein für die gesamte spätere Entwicklung der britischen Metropole.[1] Die Befestigung des Nordufers ermöglichte die Trassierung des Low Level Sewer innerhalb des Embankments parallel zur Themse. In einem Teilbereich verläuft heute die Trasse einer Linie der Londoner U-Bahn.

## Einweihung und weitere Entwicklung

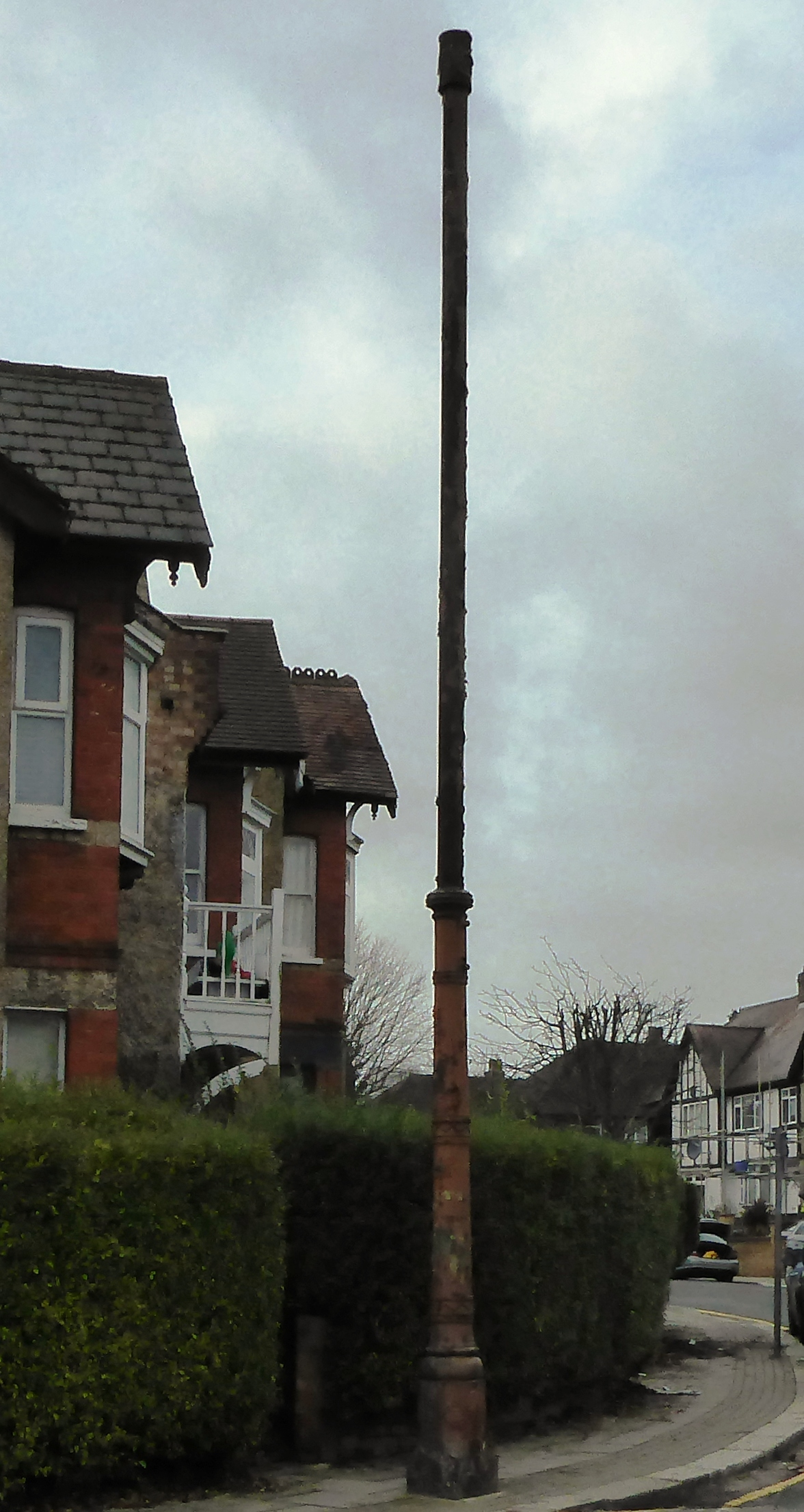
Originallänge einer 'Stink pipe'

Der Bau des Abwassernetzes erfolgte mit hoher Präzision, auf die J.B. hohen Wert gelegt hatte. Aus heutiger Sicht ist die enorme Geschwindigkeit bei der Umsetzung der Planung bemerkenswert, die innerhalb von sechs Jahren die ganze Stadt mit Rohrleitungen durchzogen hatte. Mit der feierlichen Einweihung der Southern Outfall Works in Crossness durch Prinz Edward, Prince of Wales, wurde das Abwassersystem 1865 offiziell in Betrieb gesetzt. Jedoch vergingen noch 10 weitere Jahre, bis der Bau des geplanten Netzes seinen Abschluss fand. Am Ende beliefen sich die Kosten des Projekts auf mehr als das Doppelte des bewilligten Budgets.

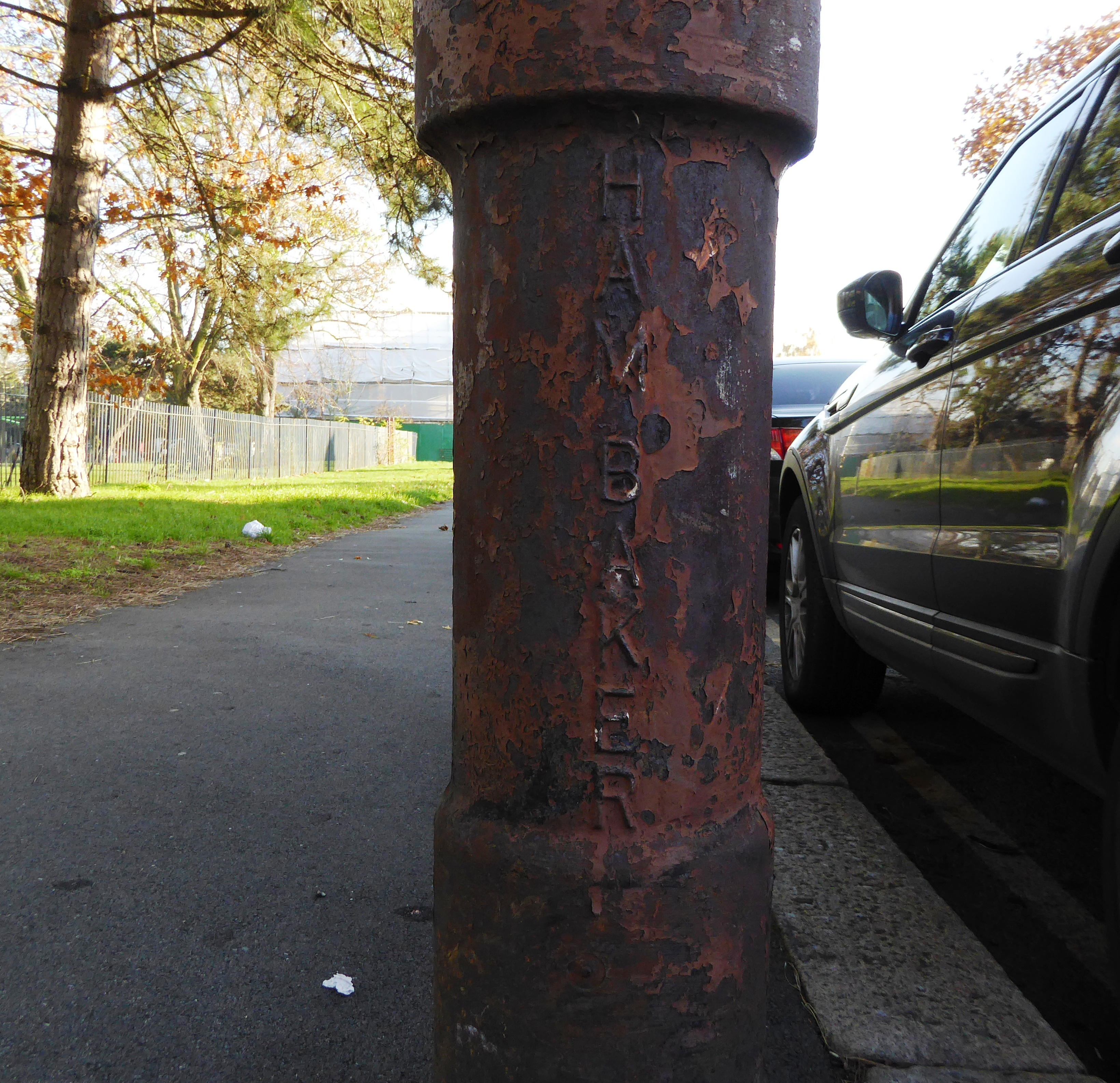
Gekürzte 'Stink pipe'

Die Hauptabwasserrohre des neuen Abwassernetzes erhielten auffällige Installationen an der Oberfläche, die zum Teil verkürzt auch heute noch vorhanden sind. Diese 'Stinkrohre' (engl. Stink Pipes) sind eine Art Sicherheitsventil, um Gasansammlungen in den Abwasserrohren abzuleiten. Sie begleiten das Abwassersystem unter den Straßen und Bürgersteigen und ragten mehrere Meter in die Höhe. Sie wurden besonders an Stellen eingebaut, an denen Abwasserrohre aus verschiedenen Straßen zusammenlaufen oder ihre Richtung ändern. Wie in der viktorianischen Zeit üblich waren die Entlüftungsrohre in ihrem Design oft künstlerisch gestaltet.
Das Funktionieren des Abwassersystems zur Abwehr von Seuchen erhielt seine Bestätigung durch die Tatsache, dass es nach seiner Einweihung nur noch einen einzigen Cholera-Ausbruch gab. Dieser ereignete sich 1866 im East End, das zu diesem Zeitpunkt als einziger Bezirk noch nicht an die neue Kanalisation angeschlossen war. Eine erste Ergänzung des Systems erfolgte in den 1890er Jahren nördlich der Themse, als zur Entlastung von mittlerem und südlichem Sammler zwei weitere Fangsammler gebaut und nach Abbey Mills geführt wurden.
Die Folgen der Einleitung von Abwasser in die Themse zeigten sich 1878 nach dem katastrophalen Schiffsunglück der Princess Alice. Neben den 600 ertrunkenen Personen verstarben mehrere der Geretteten später an den Folgen des hochgradig verschmutzen Wassers aus der Kanalisation. Vier Jahre später wurde eine königliche Kommission eingesetzt, um die Abwasserentsorgung der Stadt grundlegend zu untersuchen. Zur Reduzierung der gewaltigen Verschmutzungen der Themse wurden Fällungsanlagen vorgeschlagen, die mit Kalk und Eisensulfat die Feststoffe abtrennen sollten. 1889 ging die erste Kläranlage als Beckton Sewage Treatment Works auf der Nordseite in Betrieb. Die Südseite folgte 1891 mit den Crossness Sewage Treatment Works. Der anfallende Schlamm aus den Fällungsanlagen wurde mittels Schiffe im Ästuar der Themse verklappt.
Im 20. Jahrhundert erfolgte der notwendige Ausbau der Anlagen zur biologischen Abwasserreinigung und die Ergänzung um die Schlammbehandlung. Anfangs erfolgte die Entsorgung des Schlamms noch durch Verklappung in der Nordsee. Dies wurde 1998 verboten und mit dem Bau von Klärschlammverbrennungsanlagen abgestellt. Beide Anlagen gehören heute zu den größten biologischen Kläranlagen in der Welt und liefern einen wesentlichen Beitrag zur Verminderung der Umweltverschmutzungen im Ästuar der Themse und in der Nordsee.

## Das Netz im 21. Jahrhundert

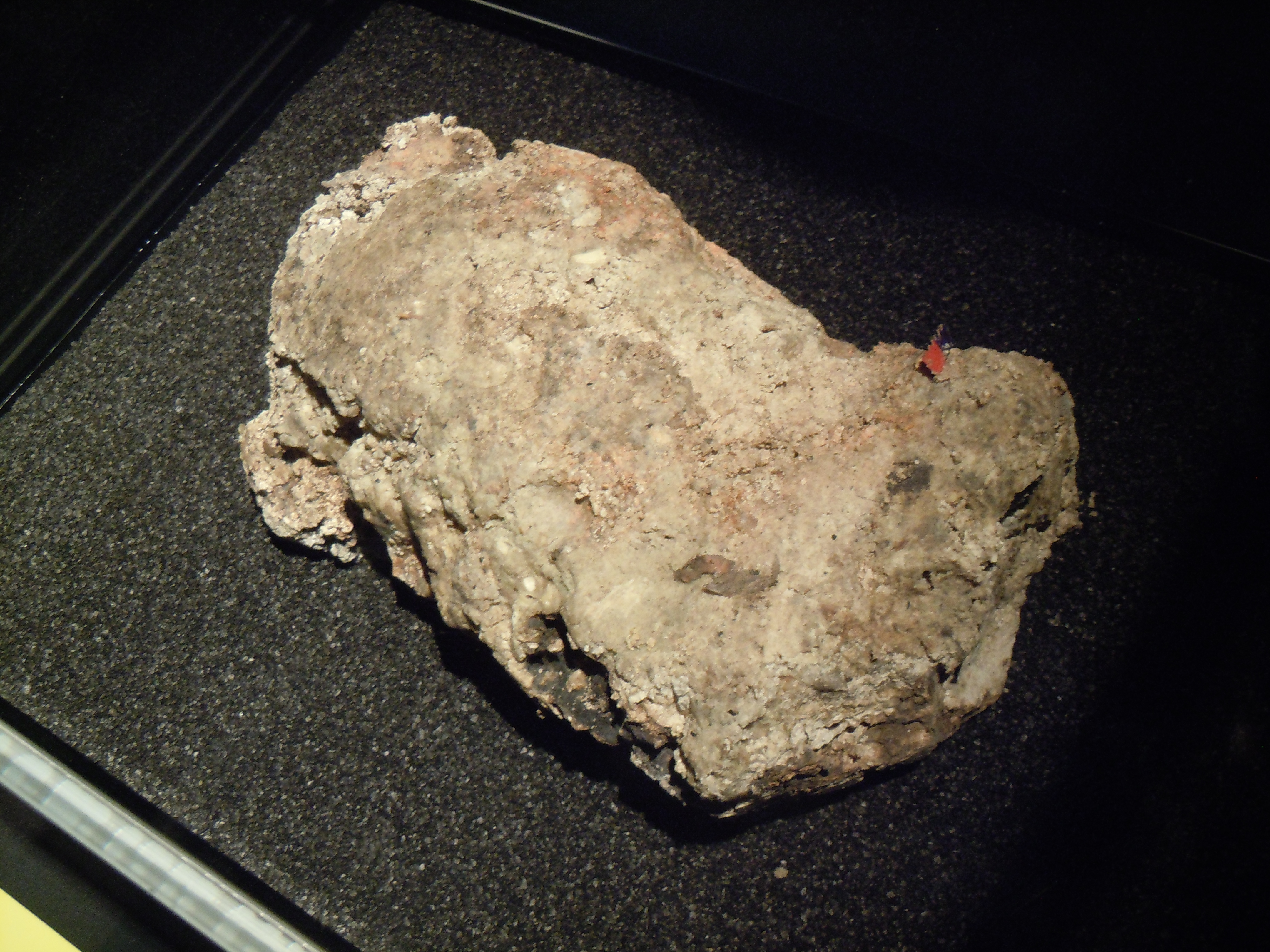
Klumpen aus Fett

Joseph Bazalgette hatte das Kanalnetz für viereinhalb Millionen Einwohner ausgelegt, d. h. für einen Zuwachs von rund 50 Prozent der damaligen Stadtbevölkerung. Die vorausschauende Planung und nachhaltige Umsetzung hat sich über mehr als 100 Jahre bewährt und trägt noch im 21. Jahrhundert die Hauptlast der Stadtentwässerung Londons. Mit dem Wachstum Londons ist das viktorianische Abwassernetz ständig erweitert worden und muss mittlerweile das Abwasser von fast neun Millionen Einwohnern aufnehmen. Dieser Zuwachs und die Verdichtung der Bevölkerung im Großraum London hat zu einem starken Anstieg des Abwasseranfalls geführt. Dadurch wird das Netz extrem überlastet mit der Folge, dass die Abschläge des Mischwassersystems regelmäßig anspringen und die Themse mit Abwasser verschmutzen. Der heutige Betreiber Thames Water, der auch den Großraum von London mit Trinkwasser versorgt, wurde deshalb schon mehrfach wegen der Verletzung von EU-Gesetzen abgemahnt. Mit dem Bau des Thames Tideway Tunnel unter dem Gewässerbett der Themse sollen die Abschläge darin gesammelt und zur weiteren Behandlung nach Beckton abgeleitet werden.
Problematisch ist das Verhalten der Einwohner, die das Abwassernetz als Entsorgungsweg für Damenbinden, Feuchttücher und ähnliche Gegenstände nutzen, die nicht wie Toilettenpapier zerfallen können. Zusammen mit Kochfett, das im Wasser erkaltet und verklumpt, bilden sich daraus teilweise riesige Fettberge und verstopfen die Kanalisation mit einer betonharten Masse. 2017 war ein rekordverdächtiger Fettberg von fast 250 Meter Länge und einem Gewicht von 130 Tonnen entdeckt worden. Spezialkräfte arbeiteten neun Wochen daran die als „Fat the Ripper“ bezeichnete Verstopfung bergmännisch aus dem Untergrund zu entfernen.

## Galerie der historischen Pumpwerke

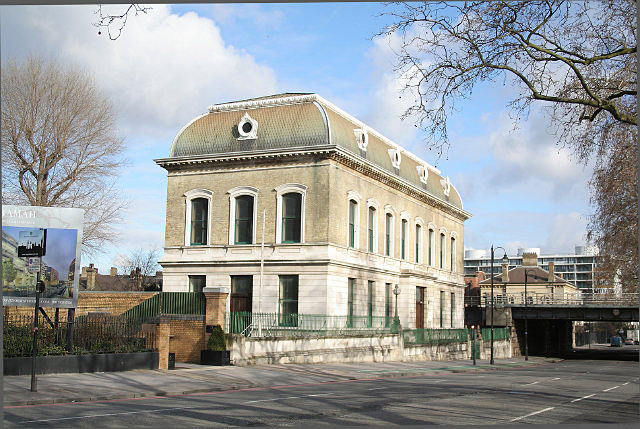
Pumpwerk Chelsea
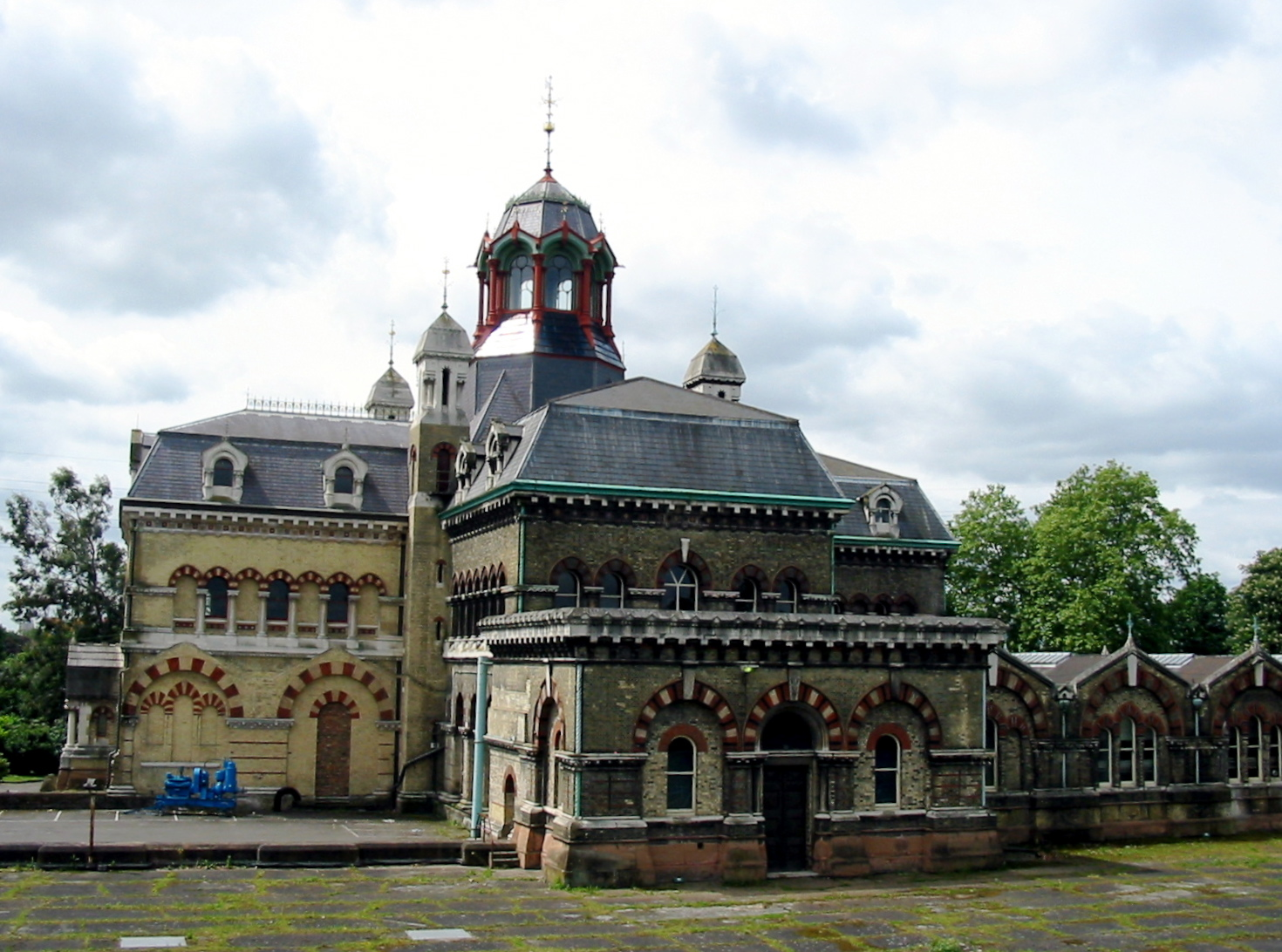
Pumpwerk Abbey Mills
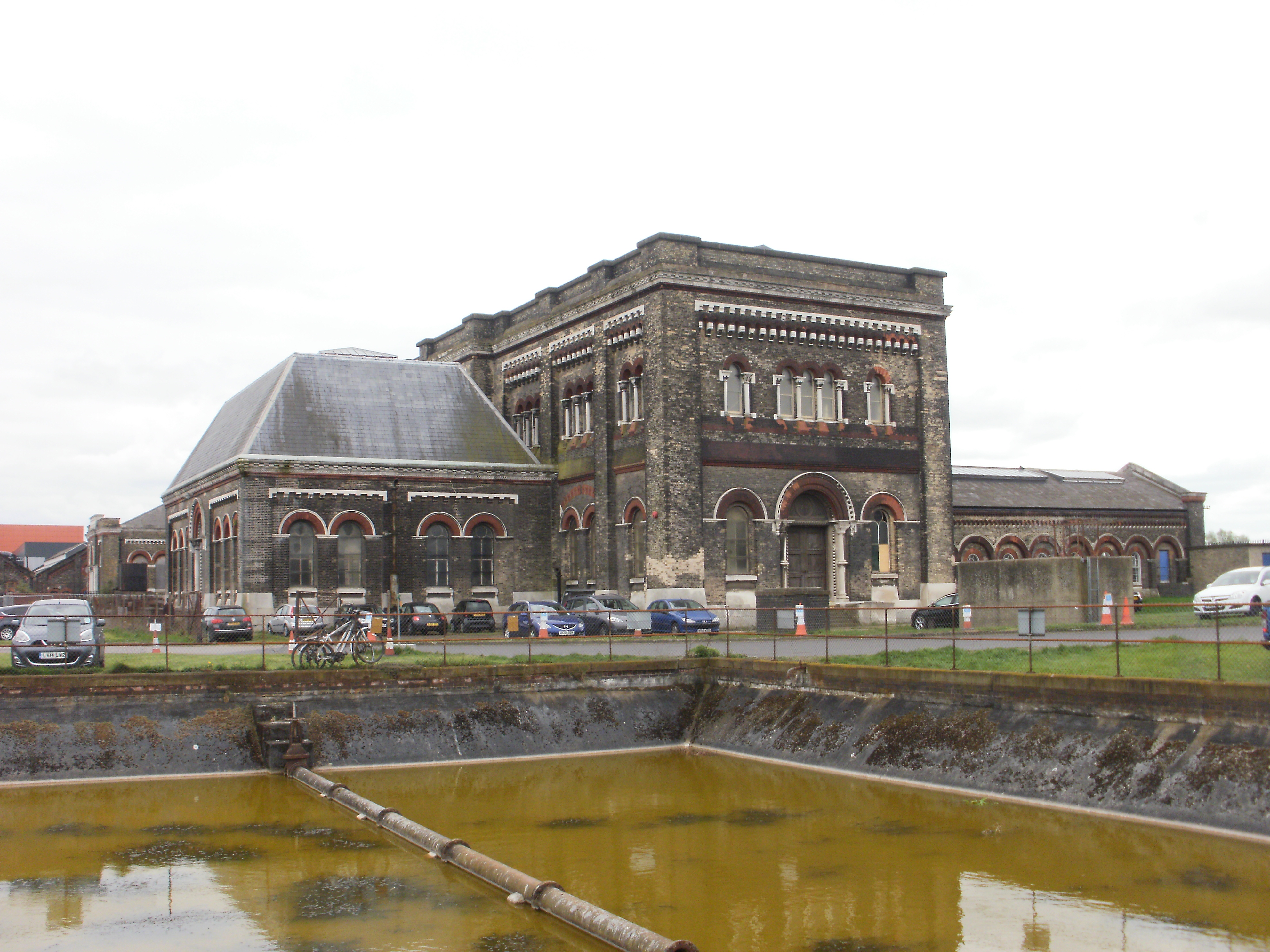
Pumpwerk Crossness
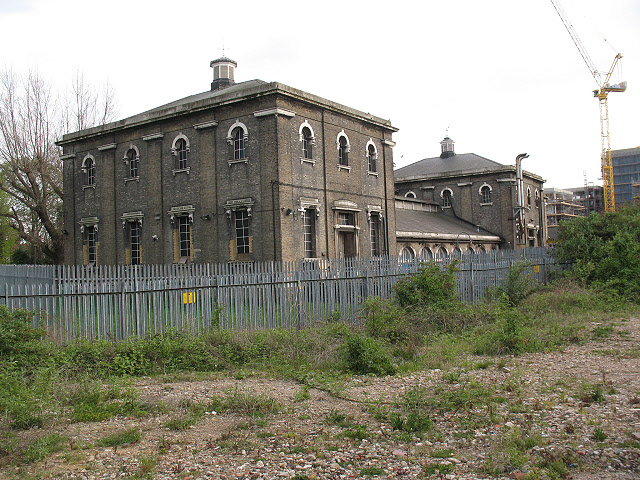
Pumpwerk Deptford Creek

## Film
- Gregory Evants: Weltwunder der Technik – Die Unterwelt von London. Dokumentation. UK, 44 Min.[13]
- Der Kampf gegen die Fettberge in der Londoner Unterwelt auf youtube.com